# 弗拉基米爾·阿諾德
弗拉基米爾·伊戈列維奇·阿諾爾德（俄語：Влади́мир И́горевич Арно́льд，1937年6月12日—2010年6月3日）是一位俄國數學家。

## 生平
生於蘇聯敖德薩（今烏克蘭境內）。1957年他19歲時就解決了希爾伯特第十三問題，此後對多個數學領域都有重大貢獻，包括動力系統理論、突變論、拓撲學、代數幾何、古典力學、奇點理論。他最著名的成果是關於可積哈密頓系統穩定性的KAM定理，即柯爾莫哥洛夫 - 阿諾德 - 莫澤定理。
他的學術成就深得肯定，獲頒多個獎項，如1982年的克拉福德獎，2001年的沃爾夫數學獎，2008年的邵逸夫獎等。

## 数学著作
阿诺德以其将数学严谨性与物理直觉相结合的清晰的写作风格，以及轻松的对话式的教学而闻名。他的作品呈现了对于常微分方程等传统的数学问题的崭新的，常常是几何的方法，而且他的许多教科书在新的数学领域的发展中证明了其影响力。
阿诺德直言不讳地批评了上个世纪中叶数学高度抽象化的趋势。 他对法国布尔巴基学派最常用的这种方法——起初对法国的数学教育产生负面影响，后来影响了其他国家的数学教育——有着非常强烈的意见。